# Glyphipterix amphipeda
Glyphipterix amphipeda é uma mariposa da família das Glyphipterigidae. É encontrada na África do Sul.